# مجموعه نظم فارسی مورخ ۸۱۳ هجری موزه سالار جنگ
مجموعهٔ نظم فارسی مورخ ۸۱۳ هجری موزه سالار جنگ دست‌نوشته‌ای از گزیده‌ای از سروده‌های ۱۶ شاعر پارسی‌سرا و گزیده‌ای از کتابی در پزشکی است. این نسخه در موزهٔ سالار جنگ حیدرآباد نگه‌داری می‌شود.

## آثار
ا- نثر، منتخب علائی از سید اسماعیل جرجانی (م: ۵۳۱ یا ۵۳۳).
در متن
ب- نظم‌هایی از شاعران به ترتیب درج در کتاب:
1. کمال اسماعیل، برگ ۱۹–۱۳
2. انوری ابیوردی، ۲۰–۳۰
3. ظهیر فاریابی، ۳۰ – ۴۳
4. سلمان ساوجی، ۴۳–۴۸
5. شمس طبسی، ۴۸–۵۴
6. [ناشناس]، ۵۵–۶۱
7. سعدی شیرازی، ۶۱–۶۵
8. عراقی (ترجیعات)، ۶۶–۷۳
9. نظامی گنجوی:
  1. خسرو و شیرین، برگ ۷۴–۱۱۸
  2. لیلی و مجنون، ۱۱۸–۱۳۳
  3. هفت پیکر، ۱۳۳–۱۴۳
  4. شرف‌نامه، ۱۴۳–۱۵۳
10. جلال طیب، ۱۵۳–۱۶۲
11. مخزن‌الاسرار، ۱۶۳–۱۷۱

در حاشیه
1. حافظ شیرازی، برگ ۲۰–۳۰
2. کمال خجندی، ۳۰–۳۹
3. امیر خسرو، ۳۹–۴۳
4. حسن سجزی، ۴۳–۴۸
5. جلال طبیب، ۴۸–۵۴
6. عراقی (مقطعات)، ۷۳–۶۶
7. امیر خسرو دهلوی
8. خسرو شیرین، برگ۱۰۷–۷۴
9. لیلی و مجنون، ۱۰۷–۱۲۹
10. هشت بهشت، ۱۲۹–۱۴۳
11. (آیینهٔ سکندری)، ۱۴۳–۱۵۳
12. کمال خجندی، ۱۵۳–۱۶۲
13. مطلع الانوار خسرو، ۱۶۳–۱۷۱

## ویژگی‌های نگارشی
1. بین «دال» و «ذال» تفاوت گذاشته نشده‌است. فقط کلمهٔ «خدا» به صورت «خذا» نوشته شده‌است.
2. در جمع بستن کلمات با «ها» های بیان حرکت حذف شده‌است. مانند: میوهای بهشتی (= میوه‌های بهشتی)
3. «که» در بیش‌تر جاها به صورت «کی» نوشته شده‌است.
4. «چ» و «گ» به‌صورت «ج» و «ک» نوشته شده‌است اما «پ» و «ژ» به همین صورت امروزی نوشته شده‌است.
5. در کلماتی که به‌های بیان حرکت ختم می‌شوند در حالت مضاف علامت اضافه به شکل «ء» آمده است مانند: «کرشمهٔ حسن».
6. اکثر کلمات دارای علامت‌های آوایی هستند (اعراب) و این کمک می‌کند تا تلفظ کلمات در آن دوران به‌دست آید.
7. از نوشتن همزه در کلماتی مانند: طایر، مایل، لایق، ملایک، آیین، تأیید، آیینه و غیره خودداری شده‌است.
8. در بعضی از کلمات زیر حرف «ح» علامت «ح» کوچک، زیر حرف «ع» علامت «ع»، حرف «س» علامت «س» و حرف «ی» دونقطه گذاشته شده‌است.
9. بای اضافه همیشه هم‌راه کلمه آمده است مانند: بآب.
10. «کلمات مرکب اکثر جدا جدا نوشته شده است، مانند یک رنگ، شاه باز، بی وفائی، بی کسی، آب رو، گناه کاران، ره روی، سیاه‌دلی، گل گشت؛ اما بعضی کلمات پیوسته نوشته شده مانند: رستگاری، میخانه، دلشاد، صبحگاه، بزمگاه، ستمگری. می از فعل اصلی جدا آمده. اما «نه» همراه فعل نوشته شد، الف، است، برافتاده است و اکثر با لفظ ما قبل پیوست درج شده، مانند ادبیست، غربیست، مستغنیست. همچنین الف «اند» نیز اکثر افتاده مثلاً: رهند، بی گنهند، پادشهند، بی کلهند، دل سپهند.»[۱]

## تاریخ نگارش
در برگ ۱۱۸ پس از متن لیلی و مجنون تاریخ کتابت این نسخه محرم ۸۱۳ هجری درج شده‌است.

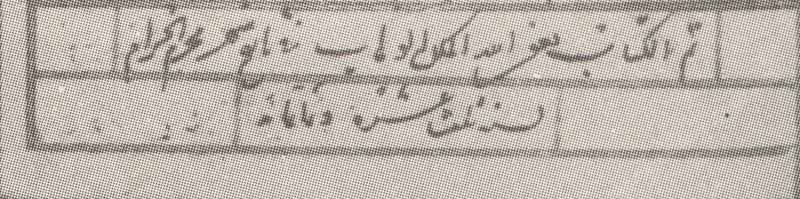
تصویر قسمتی از صفحهٔ ۱۱۸ دست‌نوشتهٔ موزهٔ سالار جنگ حیدرآباد که تاریخ کتابت نسخه در آن مشخص است.